# Sweet Bite
『Sweet Bite』（スイートバイト）は、バーチャルYouTuber葛葉のメジャーデビュー作であるファーストミニアルバム。2022年3月9日にユニバーサルミュージック内のレーベル「Virgin Music」よりリリースされた。シドやたなかが制作に参加したオリジナル楽曲6曲と、同楽曲のインストバージョンに冒頭の「Introduction」を加えた全13曲が収録されている。ジャケットは灸場メロが担当した。葛葉にとって主な活動時間である「夜」をテーマに制作されている。
2022年3月16日公開のBillboard JAPANの週間総合アルバムチャートで2位、ダウンロードアルバムチャートで1位にランクインし、先行配信された楽曲「甘噛み」のミュージックビデオはYouTubeでの公開から7日で100万回再生を記録した。

## 制作・楽曲
ゲーム実況を中心に活動するバーチャルライバー（バーチャルYouTuber）として活動している葛葉が、他のライバーがオリジナル曲を出しているのを見て興味を持っていたところにCDデビューの打診があり、制作が決定した。制作にあたって、まず葛葉が制作側に自分の好きな曲や歌いたい曲を伝え、それを元に制作された曲を1曲ずつ何日もかけてレコーディングを行った。葛葉にとってはレコーディングスタジオで歌うのが初めてだったため、羞恥心がハードルの1つであったと語っている。
「Wonder Wanderers」はわかりやすく本作の世界観を表現しているロックナンバーであり、葛葉は歌声が曲に負けないよう「ガツガツいく気持ち」で歌ったと語っている。「Bad Bitter」は色気のあるおしゃれな曲で、SNS社会を風刺するような歌詞が特徴である。
「甘噛み」はロックバンド「シド」のベース、明希が作編曲を、ボーカルのマオが作詞を手掛けた。葛葉は制作当初シドの楽曲を歌いたい曲の例としてあげており、シドが制作したことに感動したと述べている。また馴染みのない女性目線の歌詞だったことから、ディレクターとどのように歌えばよいか話し合いながら収録した。
「エンド・ゲーム」は元ぼくのりりっくのぼうよみのたなかが作詞作曲として参加したラップナンバーで、レコーディングの際にもたなかがオンラインで直接歌い方の指導を行った。葛葉はこの楽曲について壮大な世界観を感じたことから、スタイリッシュに格好良く歌うことを意識して収録に臨んだと話している。
「Owl Night」は本作中で唯一のバラードで、夜が明けてきて空が白んできたイメージの楽曲であり、バラードにほぼ初挑戦だった葛葉は曲の世界観を意識して丁寧に歌うことを意識したと語っている。「debauchery」について葛葉は個性的な歌詞を特徴とし、夜を振り返りつつ朝日に向かっているイメージで締めの楽曲として相応しい曲になっていると述べている。
タイトルの「Sweet Bite」は葛葉の二つ名である「甘噛の狂犬」に由来しており、自身の名刺としての意味も込めて制作した本アルバムのタイトルとして採用した。アルバム全編を通して、深夜から明け方にかけての夜の時間帯をテーマとして制作されている。このテーマは制作側から提案を受け、本人も「吸血鬼」バーチャルYouTuberであることから快諾した。葛葉は夜というテーマについて、人間の内面を表すのにぴったりであり、夜に巻き起こる多様な人間模様を描けたと述べている。

## リリース・アートワーク
2011年11月10日に行われた葛葉のソロライブイベント「Scarlet Invitation」で、ユニバーサルミュージックのレーベル「Virgin Music」から歌手としてメジャーデビューすることと同時に本アルバムのリリースが発表された。
アルバムの配信に先行して収録楽曲の「甘噛み」の歌詞が2月21日にUta-Netで公開され、ミュージックビデオが2月25日にYouTubeで公開された。このミュージックビデオは公開から約7日で100万回再生を突破した。
激ロックエンタテインメントが発刊するフリーマガジン「Skream!マガジン」2022年3月号の表紙を飾った。ネット発のアーティストを紹介するタワーレコードの「NE(X)T BREAKERS」の第23弾においてあたらよとともに特集され、本アルバムリリースを記念したコラボ施策として、タワーレコード店頭では本人のサインとコメントをプリントした特別レシートが発行され、渋谷店では事前予約者にオリジナルの予約用紙が配布された。
ジャケットは灸場メロが担当し、初回限定盤A、初回限定盤B、通常盤でそれぞれ異なるジャケットが採用された。初回限定盤Aには「葛葉のアルバイト体験 ～Bitter バイト～」と題した企画映像を収めたBlu-rayが付属し、初回限定盤Bは特殊ブックレット仕様となっている。また、全形態において5月に開催予定のオンライン個別トークイベントの応募シリアルコードと英単語カードが封入された。

## 評価
2022年3月16日公開のBillboard JAPANの総合アルバムチャート「Billboard Japan Hot Albums」においてCDセールスが55,442枚で2位、ルックアップでは10位、ダウンロードで1位を記録した。同日公開のダウンロードアルバムチャート「Download Albums」で初登場1位を獲得した。オリコン週間デジタルアルバムランキングでは1位、週間アルバムランキングで2位にランクインした。
『Skream!』のライター秦理絵は本作について、葛葉の多彩な歌の魅力が引き出されており、アーティストとしての葛葉の入門編的な内容になっていると評している。葛葉は「いろいろな方が完成度を高めてくれた作品」であり、「現状の自分の力を最大限に引き出してもらえた」と語っている。

## 収録曲
| #         | タイトル                            | 作詞          | 作曲               | 編曲       | 時間  |
| --------- | ----------------------------------- | ------------- | ------------------ | ---------- | ----- |
| 1.        | 「Introduction」                    |               |                    |            | 0:05  |
| 2.        | 「Wonder Wanderers」                | こだまさおり  | eba                | eba        | 3:31  |
| 3.        | 「Bad Bitter」                      | 加藤冴人      | 加藤冴人           | 加藤冴人   | 3:38  |
| 4.        | 「甘噛み」                          | マオ from SID | AKi                | AKi        | 4:03  |
| 5.        | 「エンドゲーム」                    | たなか        | 高橋諒、たなか     | 高橋諒     | 03:57 |
| 6.        | 「Owl Night」                       | 栗原暁        | 栗原暁、久保田真悟 | 久保田真悟 | 3:18  |
| 7.        | 「debauchery」                      | 溝口貴紀      | 南田健吾           | 南田健吾   | 3:45  |
| 8.        | 「Wonder Wanderers (Instrumental)」 | こだまさおり  | eba                | eba        | 3:32  |
| 9.        | 「Bad Bitter (Instrumental)」       | 加藤冴人      | 加藤冴人           | 加藤冴人   | 3:37  |
| 10.       | 「甘噛み (Instrumental)」           | マオ from SID | AKi                | AKi        | 4:00  |
| 11.       | 「エンドゲーム (Instrumental)」     | たなか        | 高橋諒、たなか     | 高橋諒     | 03:56 |
| 12.       | 「Owl Night (Instrumental)」        | 栗原暁        | 栗原暁、久保田真悟 | 久保田真悟 | 3:18  |
| 13.       | 「debauchery (Instrumental)」       | 溝口貴紀      | 南田健吾           | 南田健吾   | 3:35  |
| 合計時間: | 合計時間:                           | 合計時間:     | 合計時間:          | 合計時間:  | 44:20 |